# Qualificatórias para o Campeonato Mundial de Voleibol Feminino de 2006 - CSV
As Qualificatórias para o Campeonato Mundial de Voleibol Feminino de 2006- CSV foi o torneio pré-mundial organizado pela  CSV  no período de de 24 a 28 de agosto, na cidade de  Cabo Frio, no qual qualificou duas seleções da América do Sul para o  Mundial do Japão de 2006e participaram cinco países.
Brasil e Peru foram os países que garantiram vaga para o referido mundial mediante este torneio

## Fórmula da disputa
Os cinco países da CSV, estes melhores ranqueados em 2004 (Ranking da FIVB), disputaram a primeira fase, onde todos enfrentaram-se (Grupo A) e os dois times com melhor pontuação nesta fase classificou-se para o Mundial do Japão de 2006.

## Primeira fase
- Local: CE Aracy Machado, Cabo Frio
- Período: de 24 a 28 de agosto de 2005 (UTC−03:00)

### Grupo A
|     |           |     | Jogos | Jogos | Jogos | Resultados | Resultados | Resultados | Resultados | Resultados | Resultados | Sets | Sets | Sets  | Pontos | Pontos | Pontos |
| Pos | Equipe    | Pts | T     | V     | D     | 3–0        | 3–1        | 3–2        | 2–3        | 1–3        | 0–3        | V    | P    | R     | V      | P      | R      |
| --- | --------- | --- | ----- | ----- | ----- | ---------- | ---------- | ---------- | ---------- | ---------- | ---------- | ---- | ---- | ----- | ------ | ------ | ------ |
| 1   | Brasil    | 12  | 4     | 4     | 0     | 4          | 0          | 0          | 0          | 0          | 0          | 12   | 0    | MAX   | 300    | 163    | 1.840  |
| 2   | Peru      | 9   | 4     | 3     | 1     | 3          | 0          | 0          | 0          | 0          | 1          | 9    | 3    | 3,000 | 276    | 210    | 1.314  |
| 3   | Argentina | 6   | 4     | 2     | 2     | 2          | 0          | 0          | 0          | 0          | 2          | 6    | 6    | 1,000 | 261    | 236    | 1.106  |
| 4   | Uruguai   | 3   | 4     | 1     | 3     | 1          | 0          | 0          | 0          | 0          | 3          | 3    | 9    | 0.333 | 208    | 290    | 0.717  |
| 5   | Equador   | 0   | 4     | 0     | 4     | 0          | 0          | 0          | 0          | 0          | 4          | 0    | 12   | 0,000 | 155    | 301    | 0.515  |

Resultados
| Data   | Hora  |              | Placar |            | Set 1 | Set 2 | Set 3 | Set 4 | Set 5 | Total | Relatório |
| ------ | ----- | ------------ | ------ | ---------- | ----- | ----- | ----- | ----- | ----- | ----- | --------- |
| 24 ago | 17:00 | Uruguai      | 0–3    | ' Peru'    | 13–25 | 16–25 | 13–25 |       |       | 42–75 | 42–75     |
| 24 ago | 20:00 | 'Brasil '    | 3–0    | Equador    | 25–9  | 25–10 | 25–5  |       |       | 75–24 | 75–24     |
| 25 ago | 17:00 | 'Argentina ' | 3–0    | Equador    | 25–16 | 25–7  | 25–9  |       |       | 75–32 | 75–32     |
| 25 ago | 20:00 | 'Brasil '    | 3–0    | Uruguai    | 25–7  | 25–16 | 25–13 |       |       | 75–36 | 75–36     |
| 26 ago | 17:00 | 'Argentina ' | 3–0    | Uruguai    | 25–12 | 25–22 | 25–20 |       |       | 75–54 | 75–54     |
| 26 ago | 20:00 | 'Brasil '    | 3–0    | Peru       | 25–13 | 25–19 | 25–19 |       |       | 75–51 | 75–51     |
| 27 ago | 10:00 | Equador      | 0–3    | ' Uruguai' | 18–25 | 24–26 | 23–25 |       |       | 65–76 | 65–76     |
| 27 ago | 12:30 | Argentina    | 0–3    | ' Peru'    | 20–25 | 19–25 | 20–25 |       |       | 59–75 | 59–75     |
| 28 ago | 10:00 | Equador      | 0–3    | ' Peru'    | 11–25 | 10–25 | 13–25 |       |       | 34–75 | 34–75     |
| 28 ago | 12:30 | 'Brasil '    | 3–0    | Argentina  | 25–10 | 25–20 | 25–22 |       |       | 75–52 | 75–52     |

## Classificação final
| Rank | Team      |
| ---- | --------- |
| 1    | Brasil    |
| 2    | Peru      |
| 3    | Argentina |
| 4    | Uruguai   |
| 5    | Equador   |

## Prêmios individuais
As jogadoras que se destacaram por fundamento foramː
| MVP (Most Valuable Player) |                     |           |
| Maior pontuadora           | Diana Patricia Soto | Peru      |
| Melhor atacante            | Paula Pequeno       | Brasil    |
| Melhor bloqueio            | Carol Gattaz        | Brasil    |
| Melhor saque               | Marcela Jaume       | Uruguai   |
| Melhor defesa              | Marianela Robinet   | Argentina |
| Melhor levantadora         | Marcelle            | Brasil    |
| Melhor recepção            | Fabiana de Oliveira | Brasil    |